# 普亞迪基

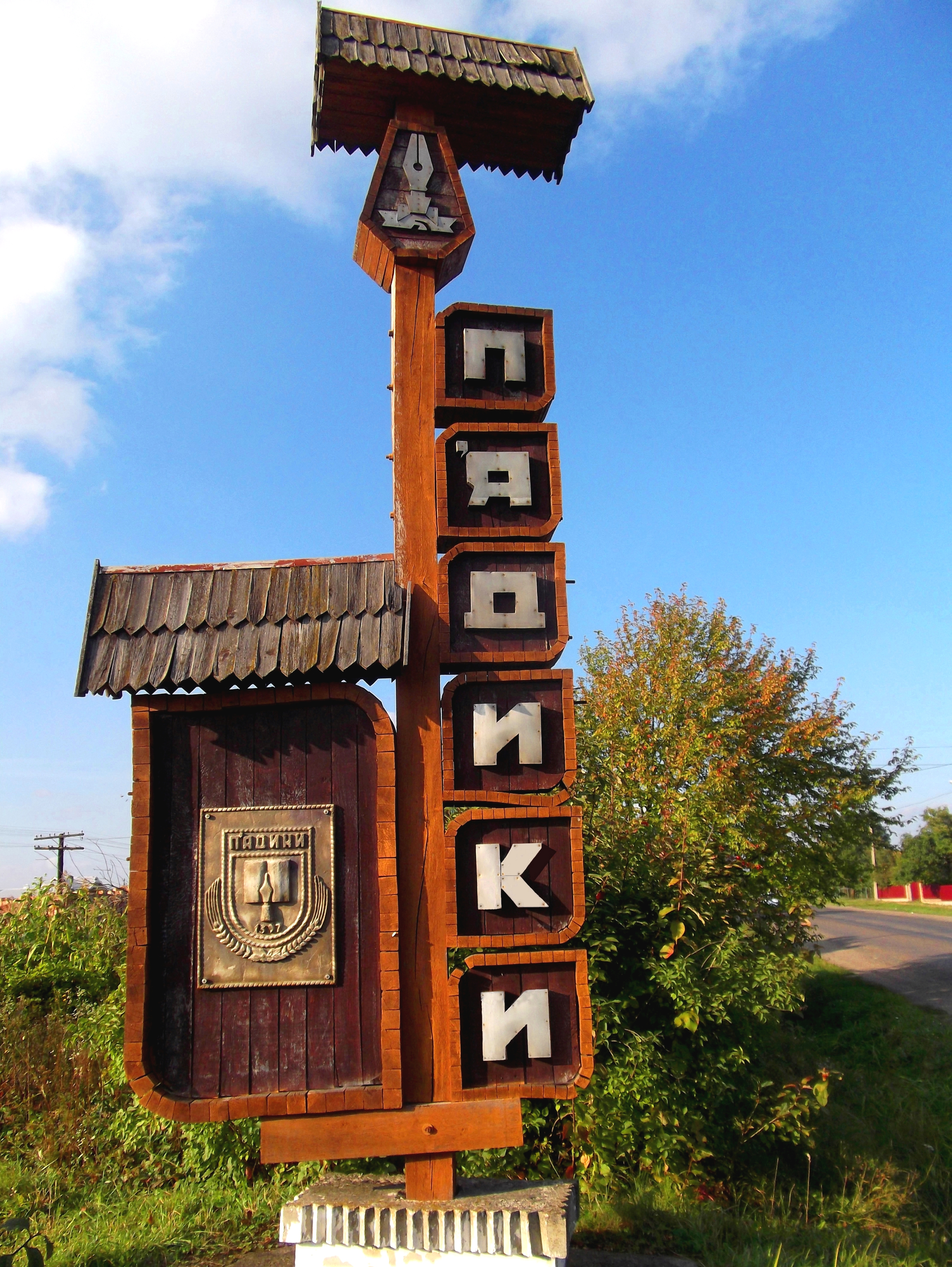
村口标识

普亞迪基（烏克蘭語：П'ядики），是烏克蘭西部伊萬諾-弗蘭科夫斯克州科洛梅亞區普亚迪基市镇内的村落及其行政中心。始建於1480年，面積17.71平方公里，2001年人口3,567。